# Шёнингенские копья
Шёнингенские копья (нем. Schöninger Speere) — 8 копий из дерева, обнаруженных во время раскопок с 1994 по 1998 год под руководством доктора Х. Тиме в неглубокой шахте по добыче бурого угля в карьере в Шёнингене (Германия). Копья датируются возрастом 300 000 тыс. л н. или 200 000 л. н. (морская изотопная стадия 7, MIS 7, слой 13II-4) и являются самыми древними полностью сохранившимися образцами оружия для охоты. Они считаются самым важным доказательством осознанной охоты гейдельбергского человека. Эти находки полностью изменили сегодняшнее представление о культурном и социальном развитии древнего человека.

## Находки
Для изготовления копья номер 4 использовалась сосна, все остальные были изготовлены из узких прямых стволов молодой ели. Осадочное отложение деформировало все копья. Их длина варьируется между 1,80 и 2,50 м. Они тщательно обработаны и свидетельствуют о высоком технологическом мастерстве и ремесленной традиции. Как и у современных копий для метания, использованных при спортивных соревнованиях, их центр тяжести находится в передней трети стержня. При проведенных экспериментах спортсменам удалось бросить точные копии этих орудий на расстояние 70 метров.
Вместе с копьями было найдено несколько каменных артефактов и больше чем 10 000 остатков костей животных, 90 процентов которых относятся к диким лошадям. Среди прочих присутствуют благородный олень и бизон. Останки лошадей принадлежат к роду Equus и предположительно происходят от 20 особей вида  Equus mosbachensis. Они носят следы разрезов, сделанных каменными орудиями, и лишь немногие — хищников. Кроме того были сделаны другие исключительные находки, как обуглившаяся палка («вертел») и с обоих концов заостренное деревянное орудие, которое, может быть, использовалось как палка для метания на зверя. Руководитель раскопок Х. Тиме интерпретирует находки как действие охоты и разделки мяса. Исследования с участием спортсменов показали возможность бросать точные реплики копий с высокой скоростью и точностью на расстоянии до 20 метров.
В двух метрах ниже места нахождения древнейших в мире копий вокруг скелета прямобивневого слона Palaeoloxodon antiquus, погибшего на берегу озера Шёнинген 13 II-3 около 300 000 л. н., обнаружили 57 небольших каменных микрокремнëвых осколков и три костяных орудия-ретушëра для переточки каменных орудий. Пятнадцать пластин для переточки сохраняют следы микроистирания при обработке древесины. Подтверждают это наблюдение микроскопические остатки древесины, налипшие на бывшие рабочие кромки орудий. Также у озера на двух участках нашли отпечатки ног (ихниты) разных животных, в том числе три следа, оставленные людьми, возможно, гейдельбергским человеком, жившим на территории современной Германии около 300 тыс. лет назад.

## Центр «Шёнингенские копья»
В 2009 году Нижняя Саксония выделила средства для поддержки создания научно-познавательного центра «Шёнингенские копья». Находящийся вблизи от места раскопок центр будет посвящён междисциплинарным исследованиям плейстоценовой археологии. Результаты исследований как и находки века — Шёнингенские копья — будут представлены в современной и увлекательной выставке. Гости музея имеют при этом уникальную возможность принять участие в лабораторных исследованиях. При желании можно посетить пастбище диких лошадей и отдохнуть в парке с многочисленными растениями, известными нам уже на протяжении 300 000 лет.
Научно-познавательный центр предлагает обширную программу для взрослых и детей, а также для школьников.
Руководящую роль в проведении этого проекта занимает орган по защите памятников культуры в Нижней Саксонии «Niedersächsisches Landesamt für Denkmalpflege». Открытие центра ожидается в конце 2012 года.